# Deacon Blues
Deacon Blues è un singolo del gruppo musicale statunitense Steely Dan, pubblicato nel 1978 ed estratto dall'album Aja.

## Tracce
- 7"

1. Deacon Blues
2. Home at Last

## Formazione
- Donald Fagen – voce, sintetizzatore
- Walter Becker – basso
- Larry Carlton – chitarra
- Lee Ritenour – chitarra
- Dean Parks – chitarra acustica
- Pete Christlieb – sassofono tenore
- Victor Feldman – piano elettrico
- Bernard "Pretty" Purdie – batteria
- Venetta Fields – cori
- Clydie King – cori
- Sherlie Matthews – cori

## Classifiche
| Classifica (1978) | Posizione raggiunta |
| ----------------- | ------------------- |
| Stati Uniti       | 19                  |